# Nicholle Tom
Nicholle Tom, ameriška televizijska in filmska igralka, *23. marec 1978, Hinsdale, Illinois, Združene države Amerike.

## Biografija

### Zgodnje in osebno življenje
Nicholle Tom se je rodila 23. marca 1978 v Hinsdalu, Illinois, Združene države Amerike, kot ena izmed treh otrok Marie in Charlesa Toma, ki sta zdaj ločena. Ima dve leti starejšo sestro, Heather in brata dvojčka Davida; oba sta igralca, ki sta osvojila emmy nagrado za nastop v televizijski seriji Mladi in nemirni.

### Kariera
Pred slavo serije Varuška, v kateri je Nicholle igrala Maggie Sheffield, jo je občinstvo poznalo predvsem kot Ryce Newton v filmih Beethowen in Beethowen 2 ter kot Sue, sestra Scotta Scanlona v seriji Beverly Hills 90210. Vloge Ryce v filmih Beethowen 3 in Beethowen 4 ni dobila, saj je bila do takrat že prestara zanjo.
V letu 2001 je igrala reporterko Cassie v filmu Princeskin dnevnik, leto prej pa je igrala glavno vlogo v Ice Angel.
Igrala je tudi v filmu Her Only Child, ki je imel premiero 22. marca 2008, ter v nekaj epizodah serij Zločinski um in Cold Case.

## Izbrana filmografija
- Beethoven - Ryce Newton
- Beverly Hills 90210 - Sue Scanlon
- Beethoven 2 - Ryce Newton
- Beethoven - Ryce Newton
- Varuška - Maggie Sheffield
- Unwed Father -
- Superman - Superdekle
- Panic - Tracy
- The Book of Ruth - Ruth
- Ice Angel - Sarah Bryan
- The New Batman Adventures - Superdekle
- Justice League Unlimited - Superdekle
- Her Only Child - Lily Stanler
- Cold Case - Priscilla Chapin
- What Kind of Mother Are You? - Kelly
- Indecent Seduction - Amy
- Without a Trace - Molly Samson
- The Mentalist - Marilyn Monroe
- Mental - Mellisa Ranier
- The Nanny Reunion: A Nosh to Remember - Ona

## Nagrade in nominacije
- Young Star Awards
  - Nominirana, 1995, za Best Performance by a Young Actress in a Comedy TV Series
  - Nominirana, 1997, za Best Performance by a Young Actress in a Made For TV Movie

- Young Artist Awards
  - Nominirana, 1993, za Best Young Actress Starring in a Motion Picture
  - Nominirana, 1994, za Youth Actress Leading Role in a Television Series
  - Nominirana, 1994, za Outstanding Youth Ensemble in a Television Series (skupaj z Benjaminom Salisburyjem and Madeline Zima)
  - Nominirana, 1995, za Best Performance by a Youth Ensemble in a Television Series (skupaj z Benjaminom Salisburyjem and Madeline Zima)
  - Nominirana, 1995, za Best Performance by a Youth Ensemble in a Motion Picture (skupaj z Christopherjem Castilejem in Sarah Rose Karr)
  - Nominirana, 1996, za Best Performance by a Young Actress - TV Comedy Series
  - Nominirana, 1997, za Best Performance in a TV Drama Series - Guest Starring Young Actress